# KAB-1500S-E
Pour les articles homonymes, voir Kab.

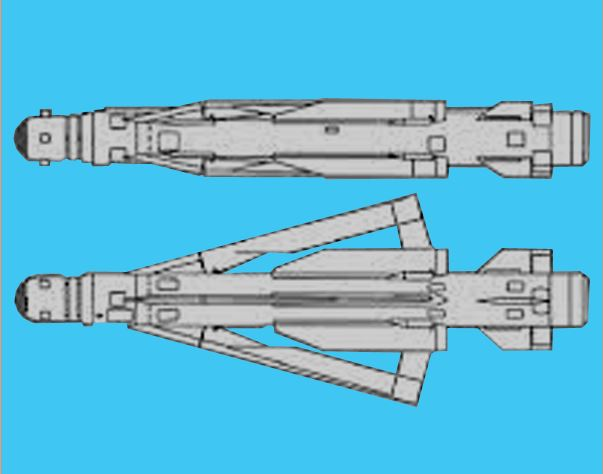
Schéma UPAB 1500 KR

La KAB-1500S-E (russe : КАБ-1500С-Э) est une bombe planante à guidage de précision, faisant partie de la famille des bombes KAB-1500. Conçue pour que les forces aérospatiales russes effectuent des attaques de précision, en utilisant le système de satellites GLONASS. La KAB-155S-E est équipée d'un système de guidage combiné basé sur la navigation inertielle et par satellite ; le principe « tire et oublie » est mis en œuvre. La bombe a une portée d'environ 50 km ce qui permet à l'avion qui l'utilise de toucher une cible avec une erreur circulaire probable (sigle CEP en anglais) reportée de 10 m tout en étant hors de portée de la plupart des systèmes antiaériens. On pense qu'elle est similaire à la KAB-500S-E (en) et qu'elle utilise le même récepteur satellite Kompas PSN-2001 (Pribor Sputnikovoy Navigatsii).
C'est équivalent à la munition d'attaque directe conjointe (JDAM) de l'US Air Force (USAF) mais qui contient beaucoup plus d'explosif. La quantité d'explosif dans la bombe approcherait la tonne ce qui en fait une arme idéale pour s'attaquer à des positions fortifiées comme des bunkers ou détruire un bâtiment de plusieurs étages. La partie principale de la bombe est une ogive hautement explosive de type "bunker buster". Il existe un détonateur de contact avec trois modes de décélération. Selon le type de cible, la détonation est effectuée au contact ou avec un délai spécifié - pour détruire les bâtiments de l'intérieur. Les bombes planantes sont un type de munition qui utilise des ailes pour planer vers leur cible, plutôt que d'être propulsé par une fusée ou un moteur. Ceci permet à la bombe d'être très silencieuse et, réduit le temps de réaction des défenses aériennes ennemies.

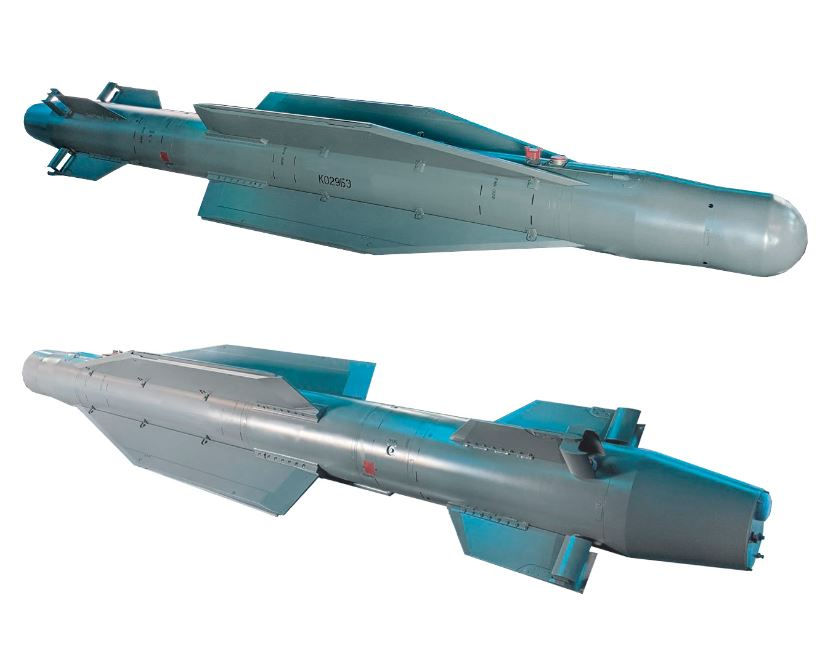
La bombe planante guidée UPAB1500B

Le fabricant, Tactical Missiles Corporation, alias KTRV, a entièrement testé les produits des types K08B et K029B (UPAB-1500B). Les deux produits sont en production en série et sont livrés aux unités de combat.
La Russie a l'intention de la monter sur des avions Su-24M, Su-34, Su-35 et Mig-31.su57
Cette bombe a été utilisée lors de la guerre d'Ukraine.
Elle a été utilisée pour détruire un bâtiment à Kerson, larguée par un su-57 à 50 km du point d'impact, d'après les sources ukrainiennes.

## Voir également
- KAB-1500L
- KAB-500Kr